# Tipula alexanderi
Tipula alexanderi är en tvåvingeart som beskrevs av Joseph 1974. Tipula alexanderi ingår i släktet Tipula och familjen storharkrankar. Inga underarter finns listade i Catalogue of Life.